# Pierre-Louis Guinand
Pierre-Louis Guinand est un opticien suisse, né au hameau de La Corbatière dans la commune de La Sagne, le 28 avril 1748, et mort aux Brenets le 13 février 1824 .

## Biographie
Il est le fils de Pierre Guinand (1712-1784)[réf. à confirmer], menuisier, fils illégitime de Pierre Guinand lieutenant en France dans le régiment suisse de Castella  et d'Anne Marie Billon. La famille étant pauvre, il ne reçoit des éléments sommaires d'instruction. Il est d'abord apprenti chez son père. Il est ébéniste à l'âge de 14 ans. Il fabrique des cabinets de pendule avec un fermier du voisinage puis il apprend à fabriquer des boucles de souliers, à fondre et travailler divers métaux. Il devient fabricant de boîtes de montres et travaille pour les fabricants de pendules Jaquet-Droz et doit se rendre à La Chaux-de-Fonds. Il a alors l'occasion d'y voir un télescope anglais ce qui excite sa curiosité et souhaite le démonter. Pierre Jaquet-Droz le lui permet et lui donne aussi un traité d'optique. Lisant peu, parlant le patois du Neuchâtelois, il l'a lu avec difficultés. Il va chercher à refaire les lentilles pour fabriquer la copie du télescope. Il réussit à déterminer la courbure de ses verres grâce à un procédé graphique. 

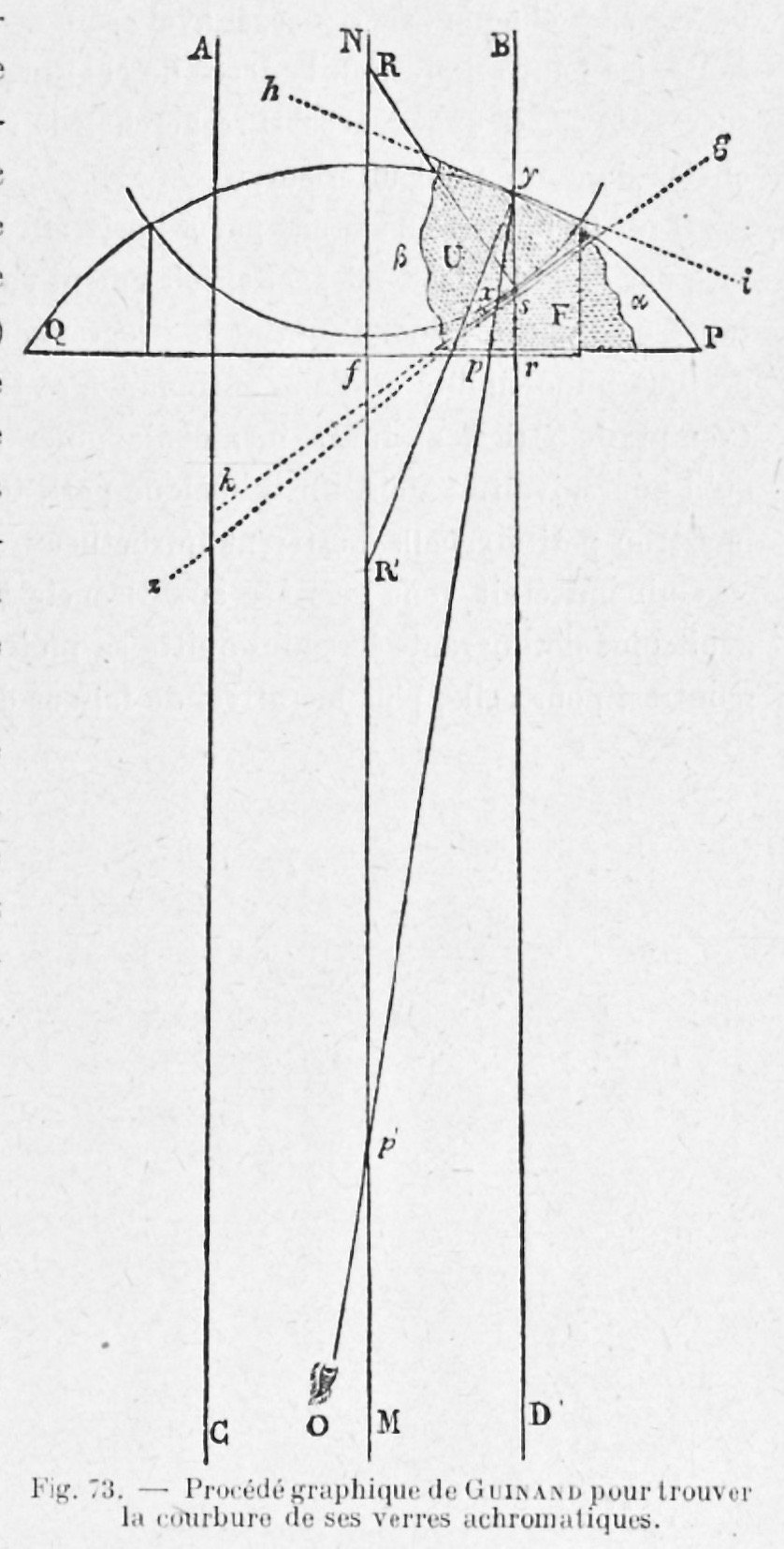
Procédé graphique permettant de trouver la courbure de ses verres achromatiques

Un horloger suisse du nom de Recordon lui ramène d'Angleterre des flint-glass et en fait des lentilles achromatiques. Ne pouvant se procurer de nouveaux verres anglais, il fait fondre les débris des verres anglais et s'aperçoit que des particules de plomb apparaissaient et entraient donc dans la composition de ce verre. Il a alors 36 ans. 
Entre 1784 et 1790, il acquiert des compétences en chimie pour maîtriser la fabrication des verres et fait des essais de coulage. Il multiplie les expérimentations en notant les différents paramètres et les résultats obtenus. Il cherche à déterminer les causes des défectuosités des verres. Il est encouragé pour ces essais par les prix accordés par différentes académies.
Après 1789, il quitte le métier de monteur de boîtes de montres pour celui de faiseur de timbres pour horloges à sonnerie et à réveil. Il achète un terrain près du Doubs pour construire un four où il fait ses essais sur la fusion du verre. Après des essais défectueux dans la fusion de la matière vitreuse et s'est aperçu qu'elle n'était pas homogène. Il fallait brasser la masse vitreuse.

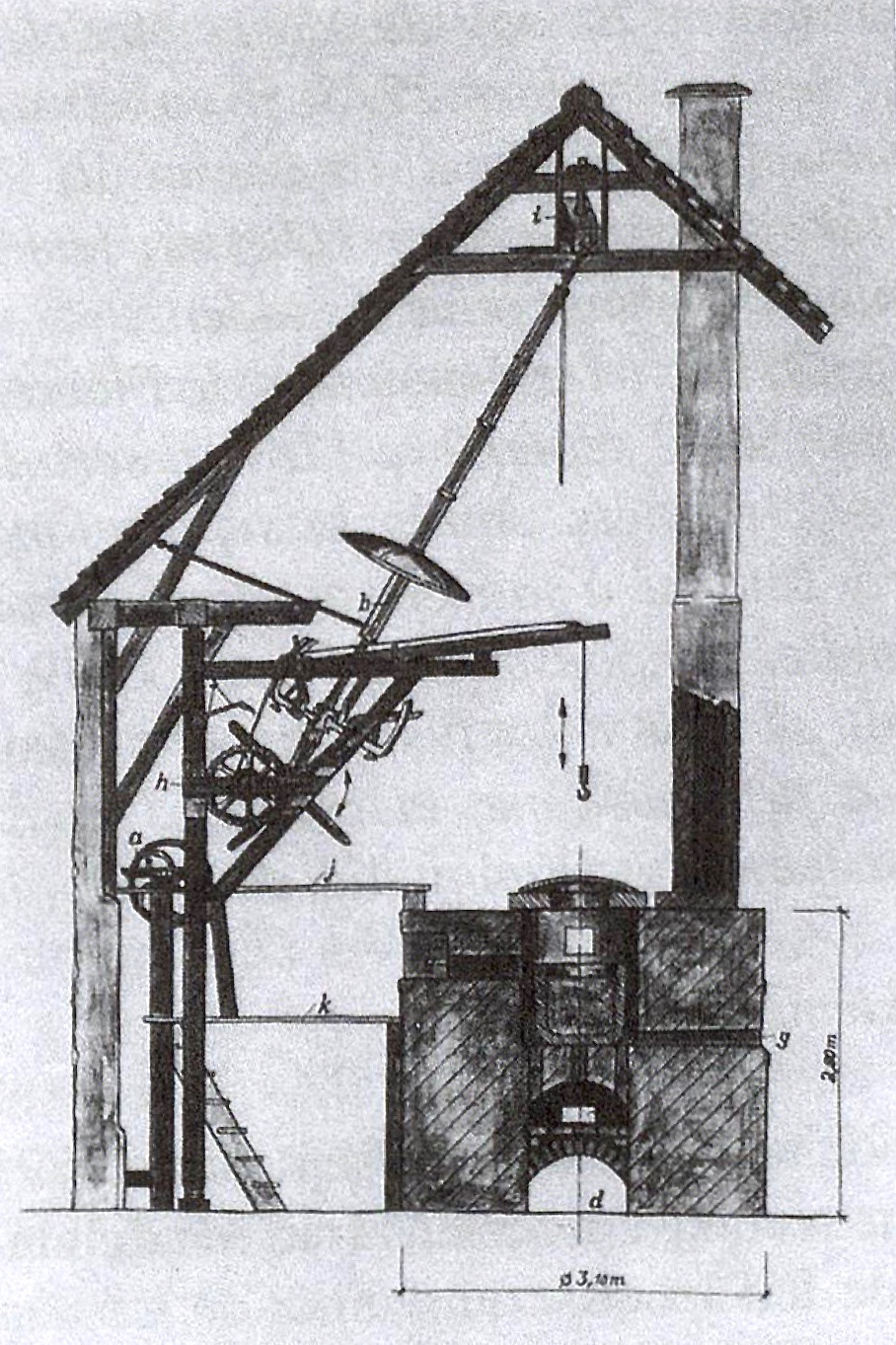
Dessin du four de fusion du verre
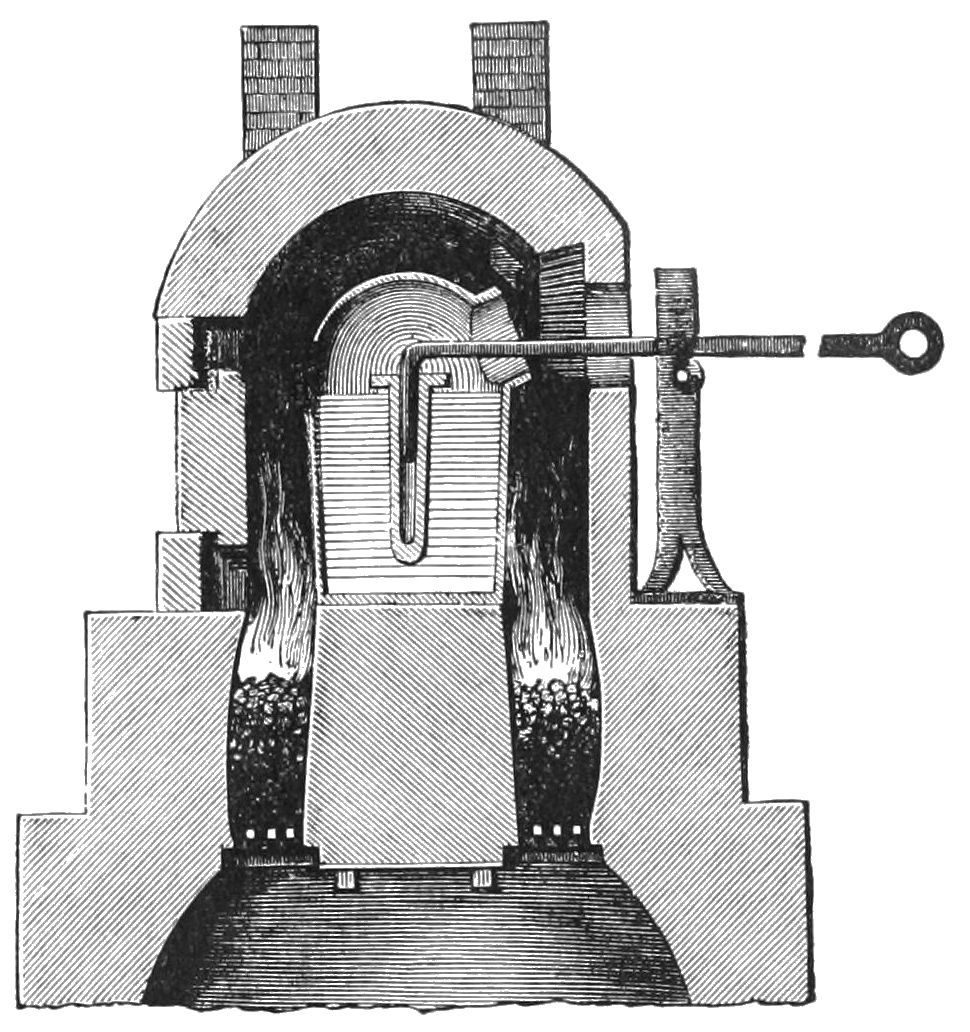
Four à verre d'optique, modèle de Guinand pour la fonte du verre flint

Dès 1795, il a produit du verre flint qu'il a envoyé à l'opticien Rochette à Paris pour fabriquer des lunettes. Il a rencontré de Lalande avant 1800. Vers 1805, il réussit à produire un verre flint d'une meilleure qualité que les verres équivalents anglais grâce à l'utilisation d'un outil composé d'une baguette réfractaire de son invention (le guinand) permettant de brasser le verre en fusion,. Ce verre était destiné à être poli et à fabriquer des lentilles pour être montées sur ses longue-vues. Il a progressivement réussi à fondre des blocs de verre de 100 kg sans défaut et à faire des verres de 30 à 50 cm de diamètre mais son usine est détruite dans un incendie, au moment où la réputation des verres qu'il fabriquait a été connue par Joseph von Fraunhofer. Celui-ci a alors cherché à le faire venir en Bavière comme associé.
Il quitte les Brenets le 20 septembre 1805 avec sa femme Rosalie à l'invitation du conseiller référendaire du roi de Bavière Utzschneider (1763-1840) en remettant ses installations aux Brenets à son fils Aimé associé à son gendre Louis Couleru. Il n'était pas encore avec Rosalie au moment du départ pour la Bavière. Ils se sont mariés le 24 mai 1806, deux semaines après avoir signé une convention avec le conseiller référendaire. Il a signé une deuxième convention le 20 février 1807, annulant celle de 1806, dans laquelle il s'engage à rester 10 ans en Bavière. De 1805 jusqu'à la fin de décembre 1813, il a séjourné à Benediktbeuren, en Bavière, avec sa quatrième épouse, Rosalie, où il a collaboré avec l'opticien Fraunhofer pour fabriquer des verres optiques. Il a commencé par construire un four pour faire les premières fontes de verre avant de signer le 1er février 1807 une convention avec M.Utzschneider dans laquelle Guinand s'est engagé à fabriquer le verre optique pour lui et à informer sur la fabrication de verre flint et de verre crown la personne qui lui sera désignée et personne d'autre. En 1809, il a informé Fraunhofer sur la technique de fabrication du verre. Grâce à ces informations, Fraunhofer a pu réaliser après le départ de Guinand d'excellentes optiques en verre pour le télescope offert par l'empereur de Russie à l'université de Dorpat.
Il est retourné aux Brenets pour des raisons familiales en 1814, probablement parce que son fils Aimé ne réussit pas à faire fonctionner correctement ses installations aux Brenets[réf. à confirmer]. Il a alors signé une nouvelle convention avec Utzschneider dans laquelle il s'engage à ne pas indiquer comment fabriquer son verre et de ne plus s'occuper d'optique contre une pension annuelle de 800 florins. Mais au bout de deux ans il écrit à Utzschneider qu'il va reprendre ses essais de fabrication de verre d'optique et il perd sa pension. Avec son fils Aimé, il a alors produit des lentilles achromatiques d'une bonne qualité, suffisante pour attirer l'attention de Charles Tulley et John Herschel. Il a aussi fourni des lentilles à Robert-Aglaé Cauchoix et Noël-Jean Lerebours (1761-1840), à Paris qui ont tous les deux reçu une médaille d'or de la Société d'encouragement en 1824 pour leurs lunettes. En 1823, le roi de France lui a proposé de venir réaliser du verre flint en France, mais la mort de Pierre-Louis Guinand n'a pas permis de terminer les discussions sur ce projet.

## Mariages
Il s'est marié en 1770 avec Élisabeth Jacot, veuve de Jean-Pierre Bourquin, morte en couches, dont il a eu Henri Guinand (1771-1852) et Henriette, sœur jumelle, morte à 11 mois. Il a été émancipé en avril 1788[réf. à confirmer]. 
Il se remarie en 1771 avec Marie-Madelaine JeanRichard-dit-Bressel, morte en 1781, dont il a eu Henriette, en 1772, Aymé, en 1774, mais mort jeune, Olivier, en 1775, Amélie, en 1778, et Aimé (1780-1857). Aimé a repris l'atelier de son père et a fourni du verre flint à Vienne, Paris et Londres jusqu'en 1840.
Marie-Anne Jeannot, veuve de Daniel Masson, qu'il a épousée en mai 1783, dont il se sépare en 1793, puis divorce en 1798. Ils ont eu un enfant, Philibert, né en 1787.
Rosalie Bouverat (1783-1855) qu'il a épousée en mai 1806.

## Henri Guinand
En désaccord avec son père, Henri Guinand est allé à Paris, puis après la mort de son père, il est revenu aux Brenets où il a pu voir comment Aimé Guinand faisait du verre flint. En 1827 il a commencé à travailler avec Georges Bontemps à la manufacture de Choisy-le-Roi sur la production de verre flint pour la fabrication de lentilles de Fresnel pour phare, d'optiques pour télescopes et lunettes astronomiques. 
Le 25 juin 1838, Henri Guinand pour obtenir la reconnaissance des travaux de son père, a divulgué le secret de fabrication du verre flint par brassage de la matière vitreuse à deux académiciens François Arago et Jean-Baptiste Dumas. Il reçoit avec Georges Bontemps un prix de 10 000 francs de la Société d'Encouragement de l'Industrie, en 1840. Puis il ouvre son propre atelier, rue Mouffetard à Paris, vers 1842, avec Edmond Feil. 

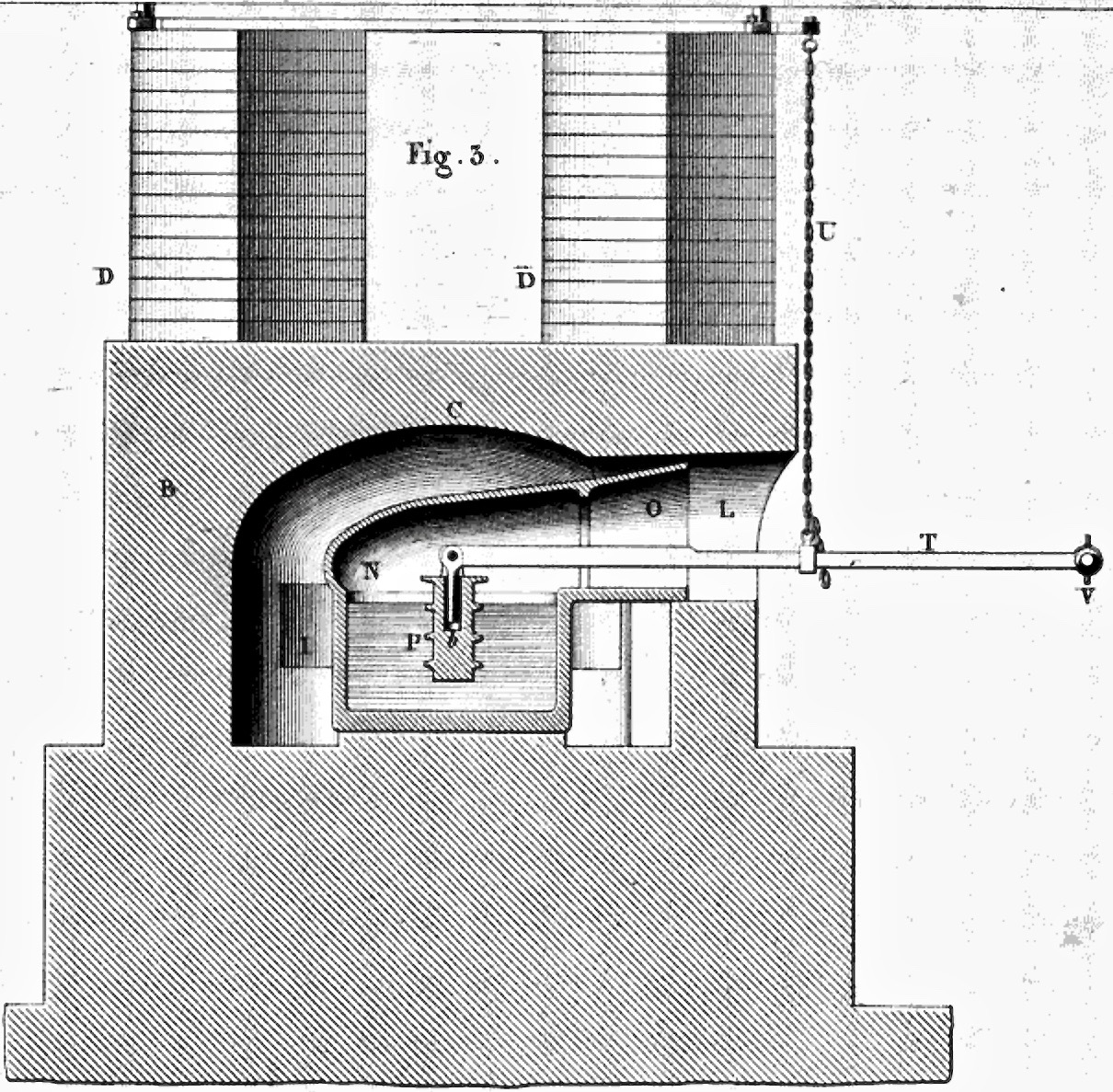
Four à verre d'optique avec le guinand qui sert à brasser le mélange (guinandage), modifié par Henri Guinand (1840)

Après sa rupture avec Georges Bontemps et Adolphe Thibaudeau en 1848, il a conclu un accord avec son petit-fils Charles Feil (1824-1887) chimiste et verrier. 
En 1887, l'atelier est repris par son gendre, Édouard Mantois (1848-1900), plutôt que par son fils Edmond Feil. L'entreprise de Charles Feil a été la concurrente principale de Carl Zeiss. Edmond Feil ne pouvant travailler dans l'entreprise de son père, il a accepté l'offre de George A. MacBeth d'être directeur général de l'usine de verre qu'il construisait à Elwood (Indiana). Mais après 5 années de fonctionnement, la fabrication de verre pour l'optique s'est arrêtée à l'usine d'Elwood.